# 遠軽新聞
遠軽新聞（えんがるしんぶん）は、かつて株式会社遠軽新聞社が北海道紋別郡遠軽町およびその周辺で発行していた地方新聞。経営に行き詰まり2015年6月30日付で事実上廃刊した。日本新聞協会非加盟で、読売新聞社の地域紙記事写真配信サービスに加盟していた。

## 概要
前身は旧遠軽町を中心に発行していた合名会社北東民報社発行の日刊紙『北東民報』で、同町内の個人紙『日刊拓北』を合併して1976年7月20日に創刊した。号数および第三種郵便物認可日（1946年5月1日）は北東民報のものを引き継ぎ、本社は遠軽町西町1丁目4番地43号にあった。
『北東民報』は、島根県出身で昭和初期、遠軽町中区（現・遠軽町大通南2丁目）に遠軽印刷所（1952年に合名会社北東民報社に商号変更・法人化）を創業し、のちに遠軽町議会副議長や遠軽商工会議所副会頭を歴任した寺戸軍一（1905年 - 1997年）が、終戦直後の1946年1月10日に旬刊で創刊。1960年に日刊化した。
合併相手の『日刊拓北』は、戦後西区（現・西町1丁目）に居住していた移住者小林定七が個人新聞『拓北新聞』（月2～3回刊）として創刊。その時期については1946年9月ごろとの推測があるが、記録が実在しないため、地元では1947年創刊説もある。
最終期は日・月曜付を除く週5回刊、A4判変形8ページ、購読料は月額1,700円だった。